# Alexa – Ich kämpfe gegen Ihre Kilos!
Alexa – Ich kämpfe gegen Ihre Kilos! war eine deutsche Doku-Soap, die von 2011 bis 2013 bei RTL ausgestrahlt wurde. Moderiert wurde die Sendung von der Ernährungswissenschaftlerin und Fernsehmoderatorin Alexa Iwan.

## Konzept
Iwan kümmerte sich um Familien, welche ihre Ernährung umstellen sollen. Dafür fuhr sie zu ihnen nach Hause, beriet, kontrollierte und coachte sie für mehrere Tage. In manchen Fällen bedurfte dies auch Übernachtungen. Danach arbeitete sie einen Aktionsplan aus und legte ihn der Familie vor und gab Koch- und Einkauftipps. Das Gewicht der Protagonisten sollte dabei reduziert und die Gesundheit gesteigert werden.
Zur Zielerreichung wurden für fünf Tage in den Wohnräumen der besuchten Familien Kameras installiert und Undercover-Teams herangezogen, um falsches Essverhalten aufzudecken. Iwan zog während dieser Zeit auch in bei der gecoachten Familie ein. Laut Angaben des Senders ging es dabei nicht lediglich um Gewichtsverlust, sondern um eine Veränderung des Lebensstils, insbesondere durch eine gesunde Ernährung und Bewegung.

## Produktion und Ausstrahlung
Eine Pilotfolge wurde bereits am 17. April 2011 im Vorabendprogramm von RTL ausgestrahlt. Nach der erfolgreichen Ausstrahlung wurde die erste offizielle Folge am 11. Juli 2012 in der Primetime gesendet. Auf diesem Sendeplatz war Alexa – Ich kämpfe gegen Ihre Kilos! deutlich weniger erfolgreich: durchschnittlich sahen 2,2 Millionen Zuschauer bei 13,2 Prozent Marktanteil die acht Folgen der ersten Staffel.
Nachdem die erste Staffel mittwochs 20:15 Uhr nur wenig Zuschauerresonanz erzeugte, wurde die zweite Staffel sonntags ab 19:05 Uhr gezeigt. Durchschnittlich erreichte die zweite Staffel nur 13,3 Prozent Marktanteil.
Ab dem 28. Januar 2016 wurden einige der Folgen im Donnerstagabend-Programm von Super RTL ausgestrahlt. Aufgrund mangelnden Zuschauerinteresses wurde die Sendung nach wenigen Folgen wieder aus dem Programm gestrichen.
| Staffel | Folge | Datum           | Zuschauer | Zuschauer       | Marktanteil | Marktanteil     | Quellen             |
| Staffel | Folge | Datum           | Gesamt    | 14 bis 49 Jahre | Marktanteil | Marktanteil     | Quellen             |
| Staffel | Folge | Datum           | Gesamt    | 14 bis 49 Jahre | Gesamt      | 14 bis 49 Jahre | Quellen             |
| ------- | ----- | --------------- | --------- | --------------- | ----------- | --------------- | ------------------- |
| Pilot   | Pilot | 17. April 2011  | 4,06 Mio. | –               | 15,7 %      | 19,7 %          | [ 5 ] [ 11 ] [ 12 ] |
| 1       | 1     | 11. Juli 2012   | 2,46 Mio. | –               | 8,8 %       | 14,1 %          | [ 11 ]              |
| 1       | 2     | 18. Juli 2012   | 2,36 Mio. | –               | –           | 14,4 %          | [ 13 ]              |
| 1       | 3     | 25. Juli 2012   | 1,96 Mio. | 1,15 Mio.       | 7,8 %       | 12,1 %          | [ 14 ]              |
| 1       | 4     | 1. August 2012  | 1,76 Mio. | –               | –           | 11,5 %          | [ 15 ]              |
| 1       | 5     | 8. August 2012  | 1,98 Mio. | 1,21 Mio.       | –           | 11,6 %          | [ 16 ]              |
| 1       | 6     | 15. August 2012 | 1,96 Mio. | 1,15 Mio.       | 7,6 %       | 12,3 %          | [ 17 ]              |
| 1       | 7     | 22. August 2012 | 2,52 Mio. | 1,47 Mio.       | 9,7 %       | 15,3 %          | [ 18 ]              |
| 1       | 8     | 29. August 2012 | 2,42 Mio. | 1,40 Mio.       | 9,1 %       | 14,0 %          | [ 19 ]              |
| 2       | 9     | 21. Juli 2013   | 1,94 Mio. | 0,82 Mio.       | –           | 11,6 %          | [ 6 ] [ 20 ]        |
| 2       | 10    | 28. Juli 2013   | 2,53 Mio. | 1,35 Mio.       | 10,6 %      | 15,7 %          | [ 21 ]              |
| 2       | 11    | 4. August 2013  | –         | –               | –           | 13,4 %          | [ 22 ]              |
| 2       | 12    | 11. August 2013 | 2,25 Mio. | 1,02 Mio.       | 9,8 %       | 12,3 %          | [ 23 ]              |